# Eurhinocricus heteroscopus
Eurhinocricus heteroscopus är en mångfotingart som beskrevs av Chamberlin 1918. Eurhinocricus heteroscopus ingår i släktet Eurhinocricus och familjen Rhinocricidae. Inga underarter finns listade i Catalogue of Life.